# Aldo Brandimarte
Aldo Brandimarte (Pescara, 4 settembre 1923 – ...) è stato un calciatore italiano, di ruolo difensore.
Fratello minore di Mario Brandimarte, era pertanto riconosciuto anche come Brandimarte II.

## Carriera
Terzino sinistro, giocò in gioventù con il Pratola Peligna e poi in massima serie con il Pescara, disputando 3 partite nel campionato di Divisione Nazionale 1945-1946, e con il Bologna, con cui debuttò in Serie A il 7 marzo 1948 nella gara Bologna-Alessandria (3-2) e collezionò complessivamente 24 presenze, inframmezzate da una stagione in Serie B con il Napoli. Concluse la carriera in IV Serie nel 1957-58 a Torremaggiore (FG).

## Palmarès

### Club

#### Competizioni nazionali
- Serie B: 1

Napoli: 1949-1950